# Фогель, Роберт
Роберт Уильям Фо́гель (Фогел, англ. Robert William Fogel; 1 июля 1926, Нью-Йорк — 12 июня 2013, Ок-Лон, Иллинойс) — американский экономист, доктор наук, специалист по экономической истории с применением статистического анализа, лауреат Нобелевской премии 1993 года (совместно с Д. Нортом). Один из основоположников клиометрии, произведшей революционные изменения в экономической науке.
В 1963 году Фогель получил степень доктора наук, с 1973 года он являлся членом Национальной академии наук США, с 2000 года — Американского философского общества.

## Биография
Родился в еврейской семье.
В нобелевской автобиографии Роберт Фогель указал, что в 1922 году его семья эмигрировала из советской Одессы в Константинополь, и далее иммигрировала в США. Некролог его брата, Ефима Фогеля, гласит, что семья иммигрировала из СССР в 2023 году
Через год после его рождения его отец (в прошлом студент Харьковского технологического института) начал заниматься бизнесом, открыв в 1933 году с братом компанию по производству мяса, в которой к 1940 году было трудоустроено уже более ста рабочих..
Вырос на Ист-Сайде нижнего Манхэттена. В 1944 году окончил среднюю школу им. Стёйвесанта для одарённых детей. Учился в Корнеллском (1944—1948, бакалавриат) и Колумбийском университетах (1956—1960, магистратура).
В 1948 году, после окончания колледжа, отец позвал Роберта работать в свою фирму, Роберт также получил предложение стать активистом левой молодёжной организации и работал в этой организации с 1948 по 1956 год параллельно с основной работой. За это время он увидел расхождения марксистской теории с реальностью и скорректировал свои взгляды.
В 1963 году Р. Фогель защитил диссертацию в университете Джонса Хопкинса под руководством С. Кузнеца и получил степень доктора наук.
В 1948—1956 годах работал на отцовском мясозаготовительном и мясоперерабатывающем предприятии, принимал участие в предвыборной кампании Г. Э. Уоллеса (где познакомился со своей будущей женой Энид Морган, 1948). Преподавал в Рочестерском (1960-64, 1968-75), Гарварде (1975-81) и Чикагском (1963-75, 1981-2013) университетах, достиг должности именного заслуженного сервис-профессора (Charles Walgreen Distinguished Service Professor of American Institutions). Президент Американской экономической ассоциации в 1998 году.
В 1973 году Р. Фогель был избран членом Национальной академии наук США в секцию экономики.
В 1993 году Роберт Фогель и Дуглас Норт получили Нобелевскую премию по экономике с формулировакой «за возрождение исследований в области экономической истории, благодаря приложению к ним экономической теории и количественных методов, позволяющих объяснять экономические и институциональные изменения».

## Вклад в науку
По его мнению, небольшие нововведения в промышленности в большей степени способствуют её эволюции, чем крупные технологические открытия. Провел фундаментальное исследование на тему: что было бы с транспортной системой Соединенных Штатов, если бы железные дороги не были изобретены.

## Семья
- Брат — Ефим Фогель (англ. Ephim Gregory Fogel; 15 ноября 1920, Одесса — 13 июня 1992, Итака), поэт, филолог и литературовед, переводчик Осипа Мандельштама на английский язык, профессор и заведующий кафедрой английского языка и литературы в Корнеллском университете[11][14][15][16][17].
- Жена (с 1948 года) — Энид Фогель (урождённая Энид Кассандра Морган, англ. Enid Cassandra Fogel, 1923—2007); двое сыновей — Майкл (Michael P. Fogel) и Стивен (Steven D. Fogel)[18].